# Stjara
Stjara (vitryska: Счара) är ett vattendrag i Belarus.   Det ligger i voblasten Hrodna voblast, i den västra delen av landet, 190 km väster om huvudstaden Minsk.
I omgivningarna runt Stjara växer i huvudsak blandskog. Runt Stjara är det ganska glesbefolkat, med 31 invånare per kvadratkilometer.